# كلاتة بجدي (ألقورات)
کلاتة بجدي (بالفارسية: کلاته بجدی) هي مستوطنة تقع في إيران في قسم ألقورات الريفي. يقدر عدد سكانها بـ 173 نسمة .